# Eva Klausnerová
Eva Klausnerová (* 1. července 1930, České Budějovice) je česká knihovnice, novinářka a publicistka.

## Život
V letech 1948 až 1950 vystudovala knihovnictví na Pedagogické fakultě UK v Praze. Postupně pracovala jako knihovnice v Ústřední zemědělské knihovně Československé akademie zemědělských věd v Praze, v knihovně Výzkumného ústavu vodohospodářského v Praze, v Historické knihovně Teplá – Klášter a ve Státní vědecké knihovně v Plzni.
Od roku 1991 externě spolupracuje s kulturní redakcí Českého rozhlasu Plzeň.
Je autorkou několika knih:
- Prvotisky Státní vědecké knihovny v Plzni, 1990
- Svobodná Plzeň hovoří. Příběhy vzepětí a pokoření Českého rozhlasu Plzeň, NAVA, 2005

Za své příspěvky pro Český rozhlas získala Cenu Ferdinanda Peroutky.